# DriveNow

DriveNow es una empresa conjunta entre BMW y Sixt que proporciona servicios de uso temporal de vehículos en varias ciudades de Europa y América del Norte. El servicio DriveNow comenzó en Múnich Alemania en junio de 2011. A noviembre de 2014, DriveNow opera más de 3.780 vehículos en seis países por todo el mundo y con más de 330.000 clientes.

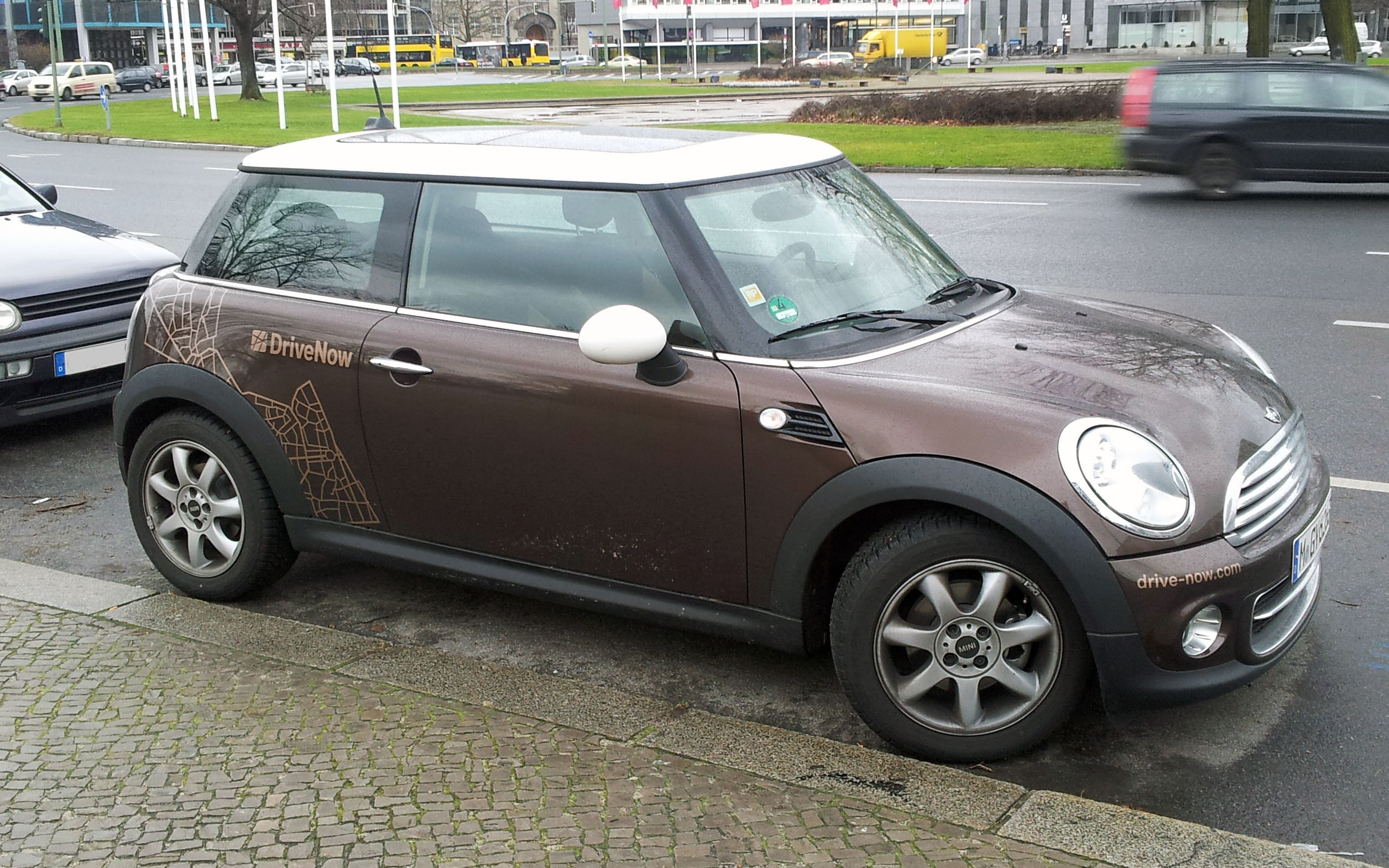
DriveNow MINI Cooper